# 哈里斯·英格里希
哈里斯·英格里希（英語：Harris English；1989年7月23日—）是一位美國高爾夫球運動員。他現在參加PGA巡迴賽的賽事。他在2012年開始參加PGA巡迴賽的賽事。2013年，他首次獲得PGA巡迴賽賽事的冠軍，他在這個賽事兩次奪冠。